# Misumena vatia
Misumena vatia, comummente conhecida como  aranha-caranguejeira ou aranha-caranguejo-das-flores, é uma aranha da família dos Tomisídeos, existente na Europa e na América do Norte. 

## Etimologia
Deve o seu nome comum à configuração do seu corpo, curto, largo e achatado, que lembra o de um caranguejo.
Quanto ao nome científico desta espécie:
- O nome genérico, Misumena, provém da aglutinação dos étimos gregos antigos, μῖσος (misos), que significa «ódio; odiável; detestável»[4] e μένος (menos), que significa «pensamento; força; espírito»[5], sendo que Pierre André Latreille, o biólogo que cunhou o nome deste género, pretendia veicular a noção de «coisa detestável», por referência ao aspecto ameaçador das espécies deste género.[6]

- O epíteto específico, vatia, provém do latim, vătĭa, e significa «cambaio; que tem as pernas abauladas».[7]

## Descrição
Os dois pares de patas dianteiros são maiores que as restantes, e são mantidos abertos para apanhar presas. O tamanho das patas e a forma do corpo achatada e larga fazem com que seja fisicamente parecida com caranguejos, daí que seja comummente conhecida como aranha-caranguejeira.
Assume uma colora 
Esta espécie pauta-se pelo dimorfismo sexual assaz evidente, de tal modo que os machos desta espécie atingem 5 milímetros de comprimento, ao passo que as fêmeas alcançam uns muito significativos 11,5 milímetros. A isto acresce que as fêmeas costumam estar mais activas entre Março e Dezembro, enquanto que os machos já só entre Abril e Agosto.

### Comportamento
Esta espécie de aranha pauta-se por ser diurna, sedentária e solitária.
Com efeito, a aranha-caranguejeira é, tal como as restantes espécies desta família, um predador de espera. Adopta uma estratégia em que, camuflada espera a passagem dos insectos voadores que procuram néctar entre as pétalas das flores. Com as patas posteriores segura-se firmemente, enquanto que com as patas anteriores, que são muito mais fortes e projectadas para fora, agarra os visitantes da flor com uma velocidade surpreendente. Ao mesmo tempo que captura a presa, administra uma picada venenosa. Para se alimentar a aranha suga a presa por pequenos buracos, de tal forma que é deixado um exosqueleto quase completo sobre a flor.
Contrariamente a outras espécies de aranhas, a aranha-caranguejeira não tece teias.

## Distribuição
A aranha-caranguejeira encontra-se presente nos nos continentes europeu, asiático e na na América do Norte. 
No que toca à Europa, esta espécie ocorre da Escandinávia ao Mediterrâneo, marcando, com efeito, presença em toda a Península Ibérica. No Reino Unido a espécie parece ocorrer apenas na região Sul.

### Portugal
Ocorre em todo o território de Portugal Continental, de Norte a Sul.

### Ecologia
Esta espécie é geralmente encontrada em zonas de espaços abertos como prados, charnecas e campos agrícolas, mas também ocorre noutros locais onde haja muita exposição solar, como nos caminhos, nas fronteiras florestais, nos terrenos baldios e nos jardins. 